# アンナ・モッフォ
アンナ・モッフォ（Anna Moffo、1932年6月27日 - 2006年3月9日）は、アメリカ合衆国出身のソプラノ歌手、テレビ司会者、女優である。1960年代に欧米で特に活躍し、全盛期にはその美声と美貌から「La Bellissima（最も美しい人）」と称された。生年については、1930年説と1932年説が存在したが、現在では1932年6月27日生まれが定説となっている。

## 若年期と教育
モッフォはペンシルベニア州ウェインでイタリア系移民の両親のもとに生まれた。ラドナー高等学校を卒業後、映画界からの誘いもあったものの、修道女になることを目指しその申し出を断っている。しかしながら、奨学金を得てフィラデルフィアのカーティス音楽学校に進学した。1955年にはフルブライト奨学金を獲得し、ローマの聖チェチーリア音楽院に留学した。

## オペラ歌手としてのキャリア

### デビューと初期の活躍
1955年、イタリアのスポレートにおいてドニゼッティのオペラ《ドン・パスクワーレ》のノリーナ役でプロデビューを飾る。翌1956年には、後に夫となるマリオ・ランフランキ（RCAビクターおよびRAIのプロデューサー）の演出により、プッチーニの《蝶々夫人》にテレビ出演し、一躍注目を集めた。
1957年にはシカゴ・リリック・オペラ座でプッチーニの《ラ・ボエーム》のミミ役を歌い、母国アメリカでの凱旋デビューを果たした。同年、スカラ座にもデビューし、ザルツブルク音楽祭ではヘルベルト・フォン・カラヤン指揮のヴェルディ《ファルスタッフ》に出演、これがウィーン国立歌劇場との初共演となった。

### 全盛期と主要なレパートリー
モッフォは1970年代までウィーンを中心に歌手活動を続け、《リゴレット》のジルダ役、マスネの《マノン》のタイトルロール、グノーの《ファウスト》のマルグリート役、ビゼーの《カルメン》のミカエラ役、ヴェルディ《椿姫》のヴィオレッタ役などを十八番とした。
アメリカでは、1960年から1961年にかけてニューヨークのメトロポリタン歌劇場に出演し、《リゴレット》のジルダ役、《愛の妙薬》のアディーナ役、プッチーニの《トゥーランドット》のリュー役を務め、ビルギット・ニルソンやフランコ・コレッリといった著名な歌手とも共演している。

### 女優・テレビ司会者としての活動
モッフォはオペラ活動と並行して、映画にも出演し、女優としての才能も発揮した。特に映画《ローマのしのび逢い》では主演を務めている。また、イタリア系であるためネイティブなイタリア語を話し、とりわけイタリアで高い人気を誇った。1960年から1973年までイタリアのテレビ番組でメイン司会者を務め、「イタリアで最も美しい女性10人」に選ばれたこともある。その美貌とカリスマ性は、作家のウェイン・コステンボームによって長大な頌詩『アンナ・モッフォへのオード』として書かれるほどであった。

### キャリアの後期
1960年代後半からは声の酷使が影響し、高音の衰えが目立つようになった。これにより、ソプラノのレパートリーからメゾソプラノの役柄にも挑戦し、ビゼー《カルメン》ではタイトルロールを歌い新境地を開拓した。しかし、ソプラノ歌手としては比較的早い40代半ばで舞台活動をほぼ停止している。
ドイツオペラはモーツァルトを除くと主要なレパートリーではなかったが、活動最末期の1970年代前半にはドイツでのレコーディングや映像作品に多く出演した。ベルリンではロリン・マゼール指揮による《カルメン》、ミュンヘンではハインツ・アイヒホルン指揮で《ヘンゼルとグレーテル》《美しきガラテア》を録音した。さらにミュンヘンではルネ・コロと共演し、オペレッタ映画《チャルダーシュの女王》《美しきヘレナ（ドイツ語版）》の2作品に主演した。これらの後期作品では高音の衰えは隠せないものの、美貌と演技力（特に《チャルダーシュの女王》では他のオペラでは見せなかった激しい踊りも披露している）を存分に示した。全盛期のオペラ映像記録は少ないが、1968年の映画『椿姫』のDVD化（音質は劣化したフィルム音声による）を除けば、ステレオ音声と35ミリカラーフィルムが残るこれら2本の映画は、彼女の貴重な記録となっている。

## 日本との関わり
モッフォは日本にも縁があった。1978年にはメキシコのアカプルコで開催されたミス・ユニバース世界大会で、萬田久子が日本代表として出場した際に、デヴィ夫人らと共に審査員を務めた。また1981年にもニューヨークで開催された世界大会で、織作峰子が日本代表として出場した際に審査員を務めている。

## 私生活と晩年
モッフォは2度の結婚を経験した。1957年12月8日に映画監督のマリオ・ランフランキと結婚したが、1972年に離婚した。その後、1974年11月14日にRCA社の取締役会長であったロバート・サーノフと再婚した。サーノフとは1997年2月22日に死別している。
晩年の数年間はニューヨーク市で過ごし、乳癌を患った。10年間にわたる乳癌との闘病と病状悪化の末、2006年3月に73歳で脳卒中を発症し、同年3月9日木曜日の夜、ニューヨーク・プレスビテリアン病院で逝去した。実子はいなかったが、実弟と、夫サーノフの連れ子である3人の義理の娘が遺族となった。遺体はニューヨーク州ヴァルハラのケンシコ墓地に、夫サーノフと共に埋葬されている。

## 映画作品
| Year | Title                                 | Role                   | Notes |
| ---- | ------------------------------------- | ---------------------- | ----- |
| 1960 | Austerlitz                            | La Grassini            |       |
| 1962 | La serva padrona                      | Serpina                |       |
| 1965 | Menage all'italiana                   | Giovanna               |       |
| 1967 | La traviata                           | Violetta Valery        |       |
| 1970 | ローマのしのび逢い Una storia d'amore | Evy                    |       |
| 1970 | 冒険者 The Adventurers                | Dania Leonardi         |       |
| 1970 | The Divorce                           | Elena, Leonardo's wife |       |
| 1970 | ジュールの恋人 A Girl Called Jules    | Lia                    |       |
| 1970 | The Weekend Murders                   | Barbara Worth          |       |
| 1970 | Die Csárdásfürstin                    | Sylva Varescu          |       |
| 1971 | Lucia di Lammermoor                   | Lucia                  |       |

## RCAビクターの録音（代表作）

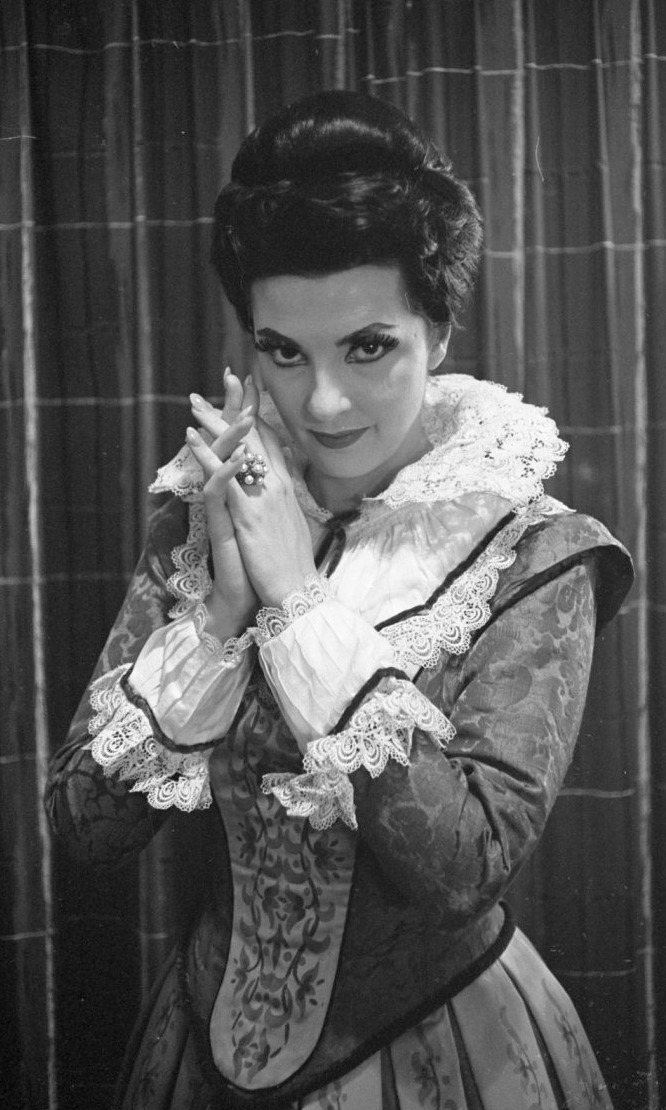
Anna Moffo in 1962

- 1957 – Puccini – Madama Butterfly – Anna Moffo, Cesare Valletti, Rosalind Elias, Renato Cesari – Rome Opera Chorus and Orchestra, Erich Leinsdorf.
- 1960 – Anna Moffo – Arias from Faust, La bohème, Dinorah, Carmen, Semiramide, Turandot, Lakmé – Rome Opera Orchestra, Tullio Serafin.
- 1960 – Verdi – La traviata – Anna Moffo, Richard Tucker, Robert Merrill – Rome Opera Chorus and Orchestra, Fernando Previtali.
- 1961 – Puccini – La bohème – Anna Moffo, Richard Tucker, Mary Costa, Robert Merrill, Giorgio Tozzi, Philip Maero – Rome Opera Chorus and Orchestra, Erich Leinsdorf.
- 1962 – Pergolesi – La serva padrona – Anna Moffo, Paolo Montarsolo – Rome Philharmonic Orchestra, Franco Ferrara.
- 1962 – Recital of Verdi Heroines – The RCA Italiana Opera Orchestra, Franco Ferrara.
- 1963 – Verdi – Rigoletto – Robert Merrill, Anna Moffo, Alfredo Kraus, Rosalind Elias, Ezio Flagello – The RCA Italiana Opera Chorus and Orchestra, Georg Solti.
- 1963 – Puccini – Manon Lescaut (Highlights) – Anna Moffo, Flaviano Labò, Robert Kerns – The RCA Italiana Opera Orchestra and Chorus, René Leibowitz.
- 1963 – Massenet – Manon (Highlights) – Anna Moffo, Giuseppe Di Stefano, Robert Kerns – The RCA Italiana Opera Orchestra and Chorus, René Leibowitz.
- 1964 – Canteloube: Songs of the Auvergne / Villa-Lobos: Bachianas Brasileiras / Rachmaninoff: Vocalise – Anna Moffo – American Symphony Orchestra, Leopold Stokowski.
- 1964 – Verdi – Luisa Miller – Anna Moffo, Carlo Bergonzi, Shirley Verrett, Cornell MacNeil, Giorgio Tozzi, Ezio Flagello – The RCA Italiana Opera Chorus and Orchestra, Fausto Cleva.
- 1965 – Gluck – Orfeo ed Euridice – Shirley Verrett, Anna Moffo, Judith Raskin – Polyphonic Chorus of Rome, I Virtuosi di Roma, Renato Fasano.
- 1965 – Donizetti – Lucia di Lammermoor – Anna Moffo, Carlo Bergonzi, Mario Sereni, Ezio Flagello – The RCA Italiana Opera Chorus and Orchestra, Georges Prêtre.
- 1966 – Puccini – La Rondine – Anna Moffo, Daniele Barioni, Graziella Sciutti, Piero de Palma, Mario Sereni – The RCA Italiana Opera Chorus and Orchestra, Francesco Molinari-Pradelli.
- 1974 – Halevy – La Juive (Highlights) – Richard Tucker, Martina Arroyo, Anna Moffo, Juan Sabate, Bonaldo Giaiotti – Ambrosian Opera Chorus, New Philharmonia Orchestra, Antonio de Almeida.
- 1974 – Massenet – Thaïs – Anna Moffo, José Carreras, Gabriel Bacquier, Justino Díaz – Ambrosian Opera Chorus, New Philharmonia Orchestra, Julius Rudel.
- 1976 – Montemezzi – L'amore dei tre re – Anna Moffo, Plácido Domingo, Pablo Elvira, Cesare Siepi – Ambrosian Opera Chorus, London Symphony Orchestra, Nello Santi.